# K2-167
K2-167, EPIC 205904628, HD 212657 — одиночная звезда в созвездии Водолея на расстоянии приблизительно 263 световых лет (около 80,5 парсек) от Солнца. Видимая звёздная величина звезды — +8,24m. Возраст звезды оценивается как около 2,1 млрд лет.
Вокруг звезды обращается, как минимум, одна планета.

## Характеристики
K2-167 — жёлто-белая звезда спектрального класса F7V, или G0. Масса — около 1,337 солнечной, радиус — около 1,46 солнечного, светимость — около 2,73 солнечных. Эффективная температура — около 6012 К.

## Планетная система
В 2018 году командой астрономов, работающих с фотометрическими данными в рамках проекта Kepler K2, было объявлено об открытии планеты K2-167 b.
В 2019 году учёными, анализирующими данные проектов HIPPARCOS и Gaia, у звезды обнаружена планета HIP 110758 c.